# Distrito electoral de Gothenburg (condado de Dawson, Nebraska)
Gothenburg (en inglés: Gothenburg Precinct) es un distrito electoral ubicado en el condado de Dawson en el estado estadounidense de Nebraska. En el Censo de 2010 tenía una población de 353 habitantes y una densidad poblacional de 3,44 personas por km².

## Geografía
Gothenburg se encuentra ubicado en las coordenadas 40°55′33″N 100°7′11″O / 40.92583, -100.11972. Según la Oficina del Censo de los Estados Unidos, Gothenburg tiene una superficie total de 102.51 km², de la cual 102.03 km² corresponden a tierra firme y (0.47%) 0.48 km² es agua.

## Demografía
Según el censo de 2010, había 353 personas residiendo en Gothenburg. La densidad de población era de 3,44 hab./km². De los 353 habitantes, Gothenburg estaba compuesto por el 98.58% blancos, el 0.57% eran asiáticos y el 0.85% pertenecían a dos o más razas. Del total de la población el 1.98% eran hispanos o latinos de cualquier raza.